# نيل همفريز
نيل همفريز (بالإنجليزية: Neil Humphreys)‏ هو صحفي بريطاني، ولد في 5 ديسمبر 1974 في داجنهام في المملكة المتحدة.